# Hyperia gaudichaudii
Hyperia gaudichaudii is een vlokreeftensoort uit de familie van de Hyperiidae. De wetenschappelijke naam van de soort is voor het eerst geldig gepubliceerd in 1840 door Milne-Edwards.